# Шульц, Иоганн (архитектор)
Иоганн Шульц (нем. Johann Schultz; ? — после 1786 года) — немецкий архитектор, известен своими работами в Эстонии.
Шульц прислал из Йены проект здания губернского правления в Ревеле (Таллин), планируемого к постройке для губернатора принца Гольштейн-Бекского. Проект был утверждён императрицей Екатериной II (1767) и Шульц, переехав в Ревель, руководил осуществлением проекта. По другим сведениям, Шульц жил в Таллине с 1760 по 1782 год.
Выстроил также усадебные дома — для майора Фридриха Германа фон Ферзена в Сауэ, для барона Отто Фридриха фон Штакельберга в Роосна-Аллику. Возможно, выполнил ряд других работ. Занимал должность губернского архитектора Эстляндии (Ревельская губерния).

## Известные постройки
- Здание губернского управления (1767—1773) в Таллине (замок Тоомпеа).
- Мыза Сауэ (1774)[3]
- Мыза Роосна-Аллику (1786)[4]
- Шульцу приписывается авторство проекта перестройки дома ревельского коменданта (1785, современный адрес — улица Тоомпеа, 1).

## Галерея

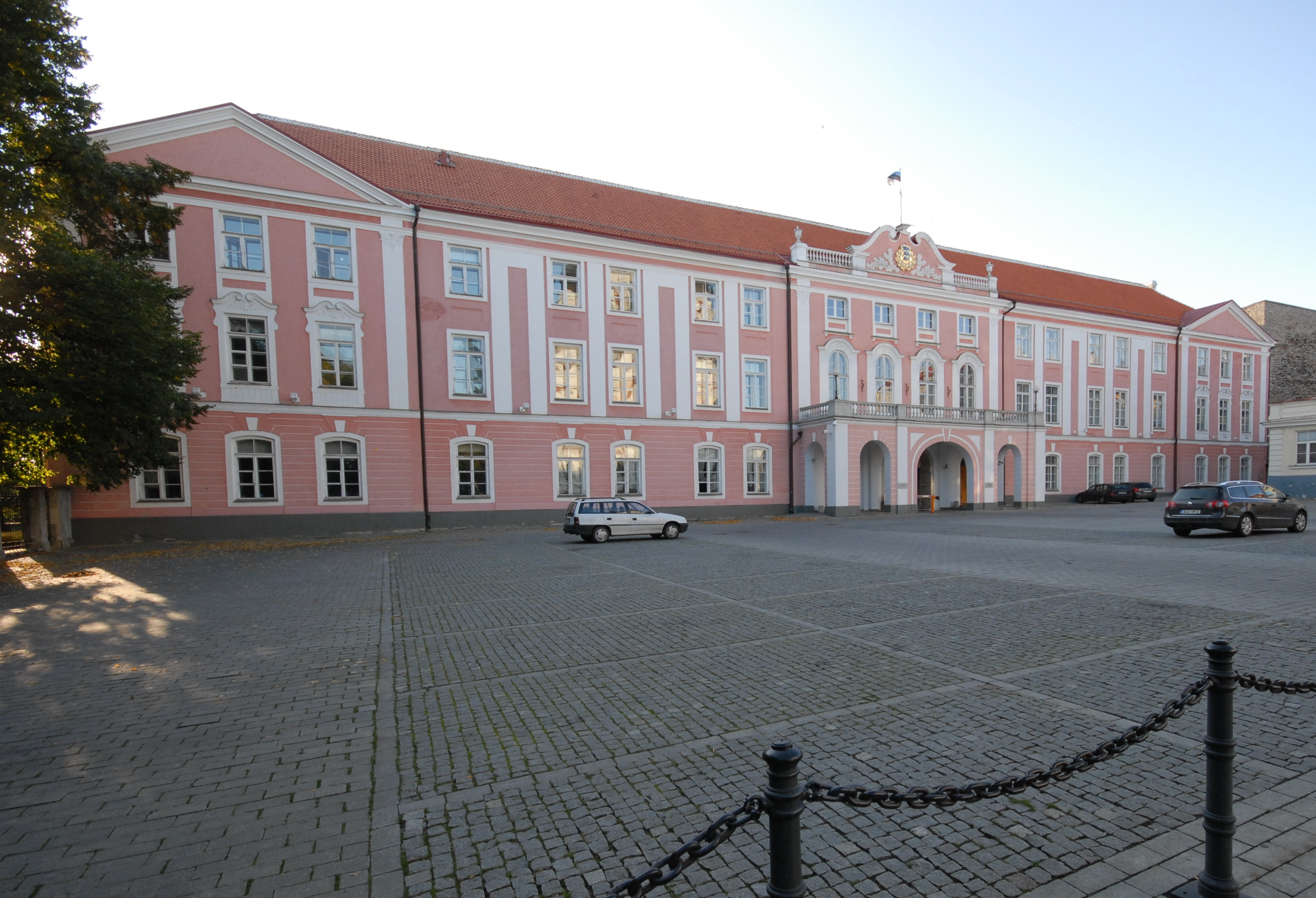
Губернское управление
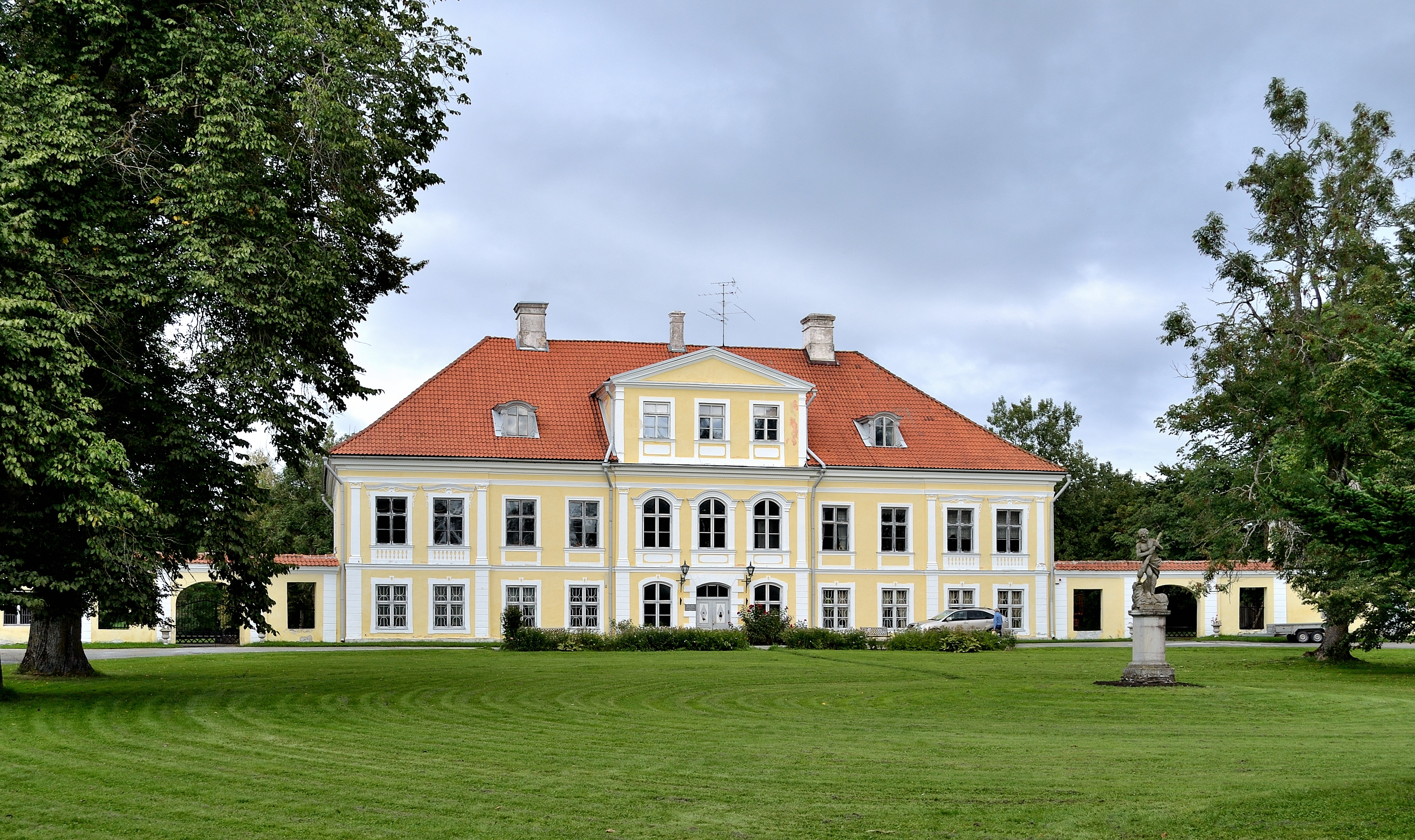
Мыза Сауэ
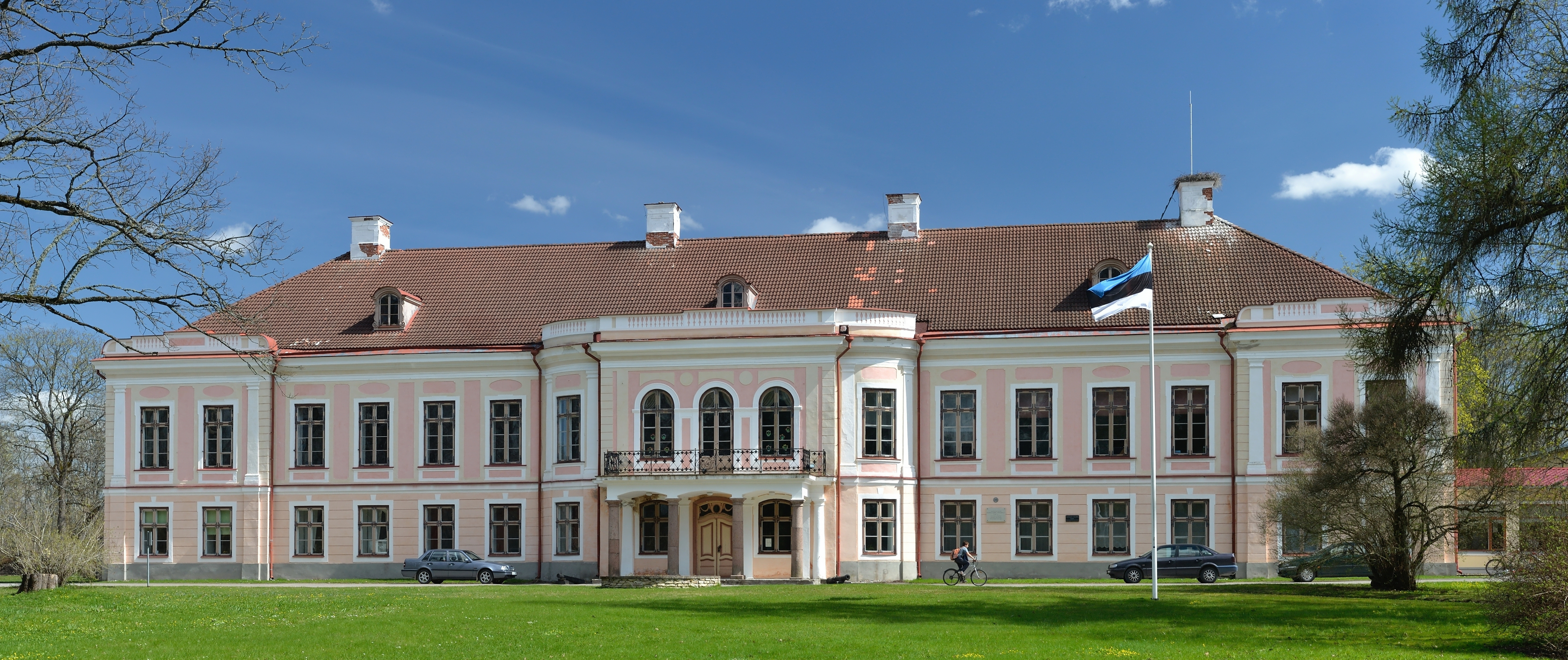
Мыза Роосна-Аллику
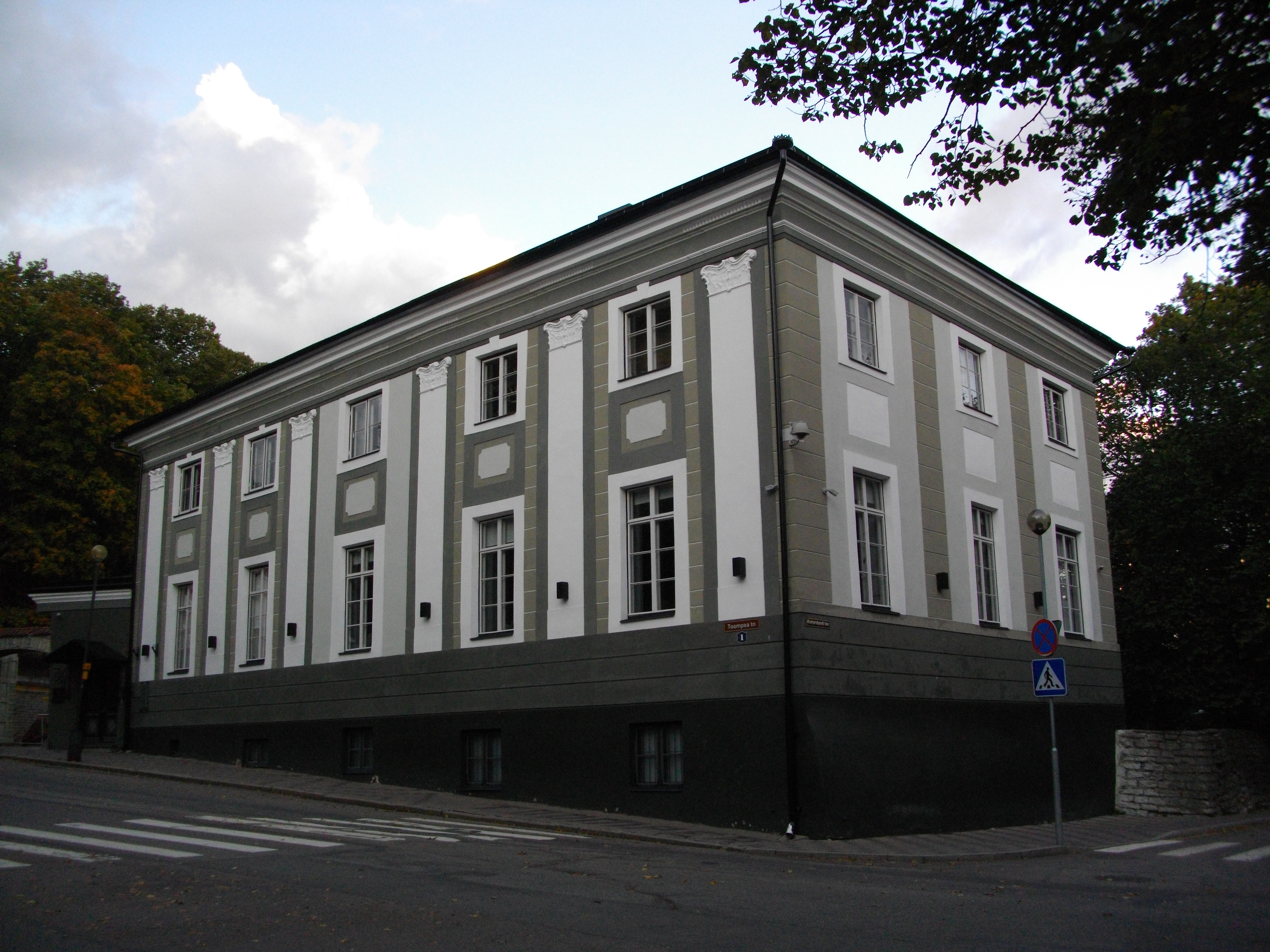
Дом ревельского коменданта